# Cattenieres Churchyard
Cattenieres Churchyard is een Britse militaire begraafplaats gelegen in de Franse plaats Cattenieres (Noorderdepartement). De begraafplaats wordt onderhouden door de Commonwealth War Graves Commission.
De begraafplaats telt 5 geïdentificeerde Gemenebest graven uit de Eerste Wereldoorlog.